# Semi-Stagione
Semi-Stagione (ital.; etwa „Halb-Spielzeit“) ist eine Theater-Betriebsform. Der Begriff bezeichnet eine Mischform zwischen Repertoiresystem und Stagionesystem (beziehungsweise En-suite-Spielbetrieb) vor allem in der Oper, aber auch im Schauspiel.
Im deutschen Sprachgebiet und im osteuropäischen Raum werden die großen Theater traditionell im Repertoiresystem betrieben: Es kann fast jeden Abend eine andere Produktion auf die Bühne kommen, weil die hauseigenen Ensembles ein großes Repertoire haben. Die einzelnen Repertoirevorstellungen sind allerdings wenig geprobt, und die Premiere kann sehr lange zurückliegen. Dadurch sind die Regieassistenten stark gefordert, die in Abwesenheit der Regisseure die Qualität der Vorstellungen gewährleisten sollen.
Im Semi-Stagione-Betrieb werden vergangene Produktionen zwar wiederaufgenommen, was im Stagionesystem selten ist, aber diese Aufführungen sind nicht über die ganze Spielzeit verteilt, sondern werden zu Blöcken zusammengefasst, denen eine Phase der Wiederaufnahme-Proben vorangestellt wird. Dies erlaubt es, die Reisekosten niedrig zu halten, wenn viele Gast-Darsteller an der Produktion beteiligt sind, und die Umbaukosten bleiben geringer, weil das Bühnenbild mehrere Tage auf der Bühne bleiben kann, statt beständig auf- und abgebaut zu werden. Außerdem kann die Qualität der Vorstellungen besser überwacht werden.
In den letzten zwanzig Jahren haben sich viele Theater mit reinem Repertoiresystem zu einem Semi-Stagione-Betrieb entwickelt. Dies hat mit Kostensenkungen, mit der Verringerung des Abonnentenpublikums und der Verkleinerung der fest engagierten Ensembles zu tun.